# Norderstedt
Norderstedt er en by i det nordlige Tyskland og den femtestørste i delstaten i Slesvig-Holsten med omkring 80 000 indbyggere[kilde mangler]. Byen er en del af Hamborgområdet og ligger i Kreis Segeberg.

## Historie
Norderstedt blev oprettet da fire småbyer blev slået sammen 1. januar 1970. Disse byer var Friedrichsgabe og Garstedt, som begge hørte til Kreis Pinneberg, og byerne Glashütte og Harksheide, som hørte til Kreis Stormarn. Den nye by Norderstedt blev så en del af Kreis Segeberg.